# Paul Heitjans
Paul Heitjans (* 27. Juni 1946 in Emsdetten) ist ein deutscher Physiker, der bis 2019 an der Leibniz Universität Hannover gelehrt und geforscht hat. Die Forschungsgebiete von Paul Heitjans betreffen Bereiche der Materialphysik und der Physikalischen Festkörperchemie. Heitjans ist vor allem durch seine Kernresonanzuntersuchungen (Festkörper-NMR-Spektroskopie, insbesondere beta-NMR) zur Diffusion von Atomen und Ionen in kondensierter Materie bekannt geworden.

## Wissenschaftlicher Werdegang
Heitjans studierte Physik an der Technischen Universität Berlin und der Universität Heidelberg (1966–1971) und war Stipendiat der Studienstiftung des deutschen Volkes. Bereits in seiner Diplomarbeit (1971) beschäftige er sich mit NMR-Messungen an Silberhalogeniden. Er wurde 1975 zum Dr. rer. nat. mit einer Arbeit zur „Spin-Gitter-Relaxation von Li(8) in festem und flüssigem Li-Metall“ promoviert, in der er die Selbstdiffusion von Lithium untersuchte und unter anderem dessen Korringa-Konstante bestimmte. 1983 erfolgte die Habilitation an der Universität Marburg am Fachbereich Physik mit einer Arbeit zu den „Dynamischen Eigenschaften kondensierter Materie mit Hilfe der Spin-Relaxation beta-aktiver Kerne“.
Von 1972 bis 1979 war Paul Heitjans wissenschaftlicher Assistent an der Universität Heidelberg, von 1975 bis 1980 Gastforscher am Institut Laue-Langevin in Grenoble, später Hochschulassistent an der Universität Marburg (1979–1987), dann dort Privatdozent (1983–1987). Von 1985 bis 1987 arbeitet er zudem als Gastwissenschaftler am Institut für Festkörperforschung am Forschungszentrum Jülich und hat dort maßgeblich die Entwicklung, den Aufbau und den Betrieb eines beta-NMR-Spektrometers am Forschungsreaktor vorangetrieben, um Diffusionsprozesse auf atomarer Längenskala zu studieren. Er folgte 1987 einem Ruf auf eine Professur für Physikalische Chemie an die Universität Hannover. Nach Erreichen des Pensionsalters war er bis 2019 Niedersachsenprofessor am Institut für Physikalische Chemie und Elektrochemie in Hannover.
Forschungsaufenthalte: 1980 State University of New York at Albany (USA), 1997 University of Aberdeen (UK), 2002 University of Wales (UK), 2006 University of Newcastle (Australien), dann 2010 Université Marseille (Frankreich).
Paul Heitjans war von 1995 bis 1996 Sprecher des Sonderforschungsbereiches (SFB) 173 der Deutschen Forschungsgemeinschaft, der sich dem Thema „Lokale Teilchenbewegung, Transport und Chemische Reaktionen in Ionenkristallen“ widmete. 1998 gehörte er zu den Gründern des Zentrums für Festkörperchemie (jetzt Leibniz-Forschungszentrum ZFM) an der Universität Hannover und war bis 2015 dessen Sprecher. 2009 initiierte er dort auch die DFG-Forschergruppe FOR 1277 zum Thema „Mobilität von Li-Ionen in Festkörpern“. Heitjans ist Mitglied des Editorial Boards für Zeitschrift für Physikalische Chemie und Vorsitzender des Beirates des Helmholtz-Institutes Ulm für Batterieforschung.

## Forschungsarbeiten
Paul Heitjans nutzt vor allem die Methoden der Spin-Gitter-Relaxations-NMR, um Selbstdiffusionsprozesse in amorphen und nanokristallinen Ionenleitern zu studieren. Die Ergebnisse werden häufig mit denen aus AC- und DC-Leitfähigkeitsmessungen verglichen. Seine in mehr als 240 Publikationen (ISI web of science) dargestellten Ergebnisse konzentrieren sich auf folgende Materialklassen: nanokristalline Keramiken und Komposite, Gläser und Nanogläser, Interkalationsverbindungen, intermetallische Verbindungen, Polymerelektrolyte, mechanochemisch präparierte Phasen. Modellsubstanzen, die u. a. auch Festelektrolyte und Aktivmaterialien für Li-basierte Batterien einschließen, untersuchte er dabei hinsichtlich des Einflusses von struktureller Unordnung oder der Dimensionalität auf die Ionendynamik.

## Veröffentlichungen
- Paul Heitjans, Jörg Kärger (Hrsg.): Diffusion in Condensed Matter – Methods. Materials Models. Springer, 2005, ISBN 978-3-540-72081-2.
- Paul Heitjans (Hrsg.), Lithium Ions in Solids – Between Basics and Better Batteries, Z. Phys. Chem. 229 (2015) 1263.
- Paul Heitjans (Hrsg.), Mobility of Ions in Solids, Z. Phys. Chem. 231 (2017) 1211.